# Artan Karapici
Artan Karapici (sinh 19 tháng 4 năm 1980 ở Durrës) là một cầu thủ bóng đá Albania hiện tại thi đấu cho Tërbuni Pukë ở Kategoria Superiore. Bắt đầu sự nghiệp với Erzeni Shijak năm 2001, anh từng đá cho Vllaznia Shkodër, Besa Kavajë, Partizani Tirana, KS Kamza và Kastrioti Krujë.

## Sự nghiệp
Karapici ký bản hợp đồng 2 năm cùng với KS Kamza ngày 5 tháng 1 năm 2011.